# Gunung Salak
Gunung Salak is een bestuurslaag in het regentschap Tabanan van de provincie Bali, Indonesië. Gunung Salak telt 1378 inwoners (volkstelling 2010).